# Calypso – is like so…
Calypso – is like so… ist ein Album des Schauspielers Robert Mitchum aus dem Jahr 1957. Obwohl es für heutige Hörer eher wie eine Parodie klingt, war das Album von Mitchum selbst vor allem als Hommage an den Calypso konzipiert.

## Inspiration
In den Jahren 1956 und ′57 hielt Robert Mitchum sich wegen der Dreharbeiten zu Spiel mit dem Feuer und der Der Seemann und die Nonne in Trinidad und Tobago auf. In seiner Freizeit erkundete er zusammen mit John Huston, dem Regisseur  von Der Seemann und die Nonne, die beiden karibischen Inseln. Dabei tauchte Mitchum in die dortige Kneipen- und Karnevalsszene ein und entdeckte den Calypso für sich. In dieser Zeit hatte er auch Gelegenheit die lokalen Superstars Mighty Sparrow und Lord Melody zu hören. Vermutlich bedingt durch seine Profession als Schauspieler war er schon bald in der Lage den Akzent der einheimischen Sänger sehr überzeugend zu imitieren. Zurück in den USA wurde er, nunmehr Calypso-Fan, mit einem Calypso-Boom konfrontiert; ausgelöst vor allem durch Harry Belafonte. Daher entschloss Mitchum sich, selbst ein Album aufzunehmen: Calypso – is like so…

## Aufnahme
Die Songs, die Robert Mitchum für Calypso – is like so… sang, stammen teilweise von den Musikern, die ihn zu dem Album inspirierten. So sind unter anderem Kompositionen von Mighty Sparrow und Lord Melody zu hören, andere Songs wurden speziell für Calypso – is like so… komponiert. Arrangiert und produziert wurden die Songs auf eine Weise, die einen größtmöglichen kommerziellen Erfolg versprach, daher fehlt ihnen der raue Sound des ursprünglichen Calypso. Nichtsdestotrotz kamen bei den Aufnahmen auch authentische Instrumente wie etwa Steel Drums zum Einsatz.

## Titel
Calypso – is like so… enthält folgende Songs: 
1. Jean and Dinah (Francisco/Raye)
2. From a Logical Point of View (Charles)
3. Not Me (Span/Raye)
4. What is this Generation Coming to? (Raye/Burke)
5. Tic, Tic, Tic (Raye/Charles)
6. Beauty is only Skin Deep (Raye/Burke)
7. I Learn a Merengue, Mama (Raye)
8. Take Me down to Lover′s Row (Marcano/Raye)
9. Mama, Looka Boo Boo (Alexander)
10. Coconut Water (Hendricks)
11. Matilda, Matilda (Thomas)
12. They Dance all Night (Raye)

## Veröffentlichungen
Erstmals publiziert wurde Calypso – is like so… im Jahr 1957 vom Label Capitol als LP. In späteren Jahren wurde es von mehreren Labels wiederveröffentlicht; auch als CD.

## Rezeption
In der Tageszeitung Der Standard war anlässlich einer Wiederveröffentlichung des Albums zu lesen: „Calypso – is like so… ist ein kauziges Dokument einer Ausnahmeerscheinung der Unterhaltungsindustrie des 20. Jahrhunderts. Dadurch besitzt es eine seltsame Autorität, der der Zahn der Zeit nichts anhat.“ 
Die Musikdatenbank Allmusic führt Calypso – is like so… mit drei von fünf möglichen Sternen. In der dortigen Rezension steht: „Es ist großartig, einer solchen Ikone der Hollywood-Coolness dabei zuzuhören, Spaß auf eigene Kosten zu haben.“ 
Und in der Zeitschrift Entertainment Weekly hieß es: „Schonungslos sexistisch in den Texten, an der Grenze zum Rassismus im Vortrag und auf brillante Weise kitschig.“ – Note: A.